# Ga Wolbae
Ga Wolbae là ga trên tuyến tàu điện ngầm đầu tiên của Daegu nằm ở quận Dalseo-gu, Daegu, Hàn Quốc.
Số lượt người sử dụng nhà ga.
| Năm           | 1997 | 1998 | 1999 | 2000          | 2001 | 2002 | 2003 | 2004 | 2005 | 2006 | 2007 | 2008 | 2009 |
| Số lượt người | 3572 | 3516 | 3587 | không tiết lộ | 3519 | 3634 | 2518 | 3435 | 3419 | 3996 | 4284 | 4263 | 4225 |

## Liên kết
- (tiếng Hàn) Trạm thông tin mạng Lưu trữ ngày 12 tháng 9 năm 2014 tại Wayback Machine từ Tổng công ty đường sắt cao tốc đô thị Daegu